# 10 Cloverfield Lane
10 Cloverfield Lane är en amerikansk science fiction-/thrillerfilm från 2016. Filmen är regisserad av Dan Trachtenberg, med manus av Josh Campbell, Matthew Stucken och Damien Chazelle. I huvudrollerna ses John Goodman, Mary Elizabeth Winstead och John Gallager, Jr.
10 Cloverfield Lane är en andlig uppföljare till 2008 års Cloverfield.

## Handling
Efter en bilolycka vaknar en ung kvinna upp i en källare hos en okänd man som påstår sig ha räddat henne från en kemisk attack som fördärvat omvärlden.

## Rollista
| John Goodman            | – Howard     |
| Mary Elizabeth Winstead | – Michelle   |
| John Gallagher, Jr.     | – Emmet      |
| Bradley Cooper          | – Ben (röst) |
| Suzanne Cryer           | – Leslie     |